# 오스트레일리아 연합통신
오스트레일리아 연합통신(Australian Associated Press, AAP)은 오스트레일리아의 국영 뉴스 통신사이다. 1935년 페어패스 미디어 사와 헤럴드 주간지의 결합으로 설립됐다.
모든 오스트레일리아 영토와 속령 지역에 175명 이상의 기자를 고용하고 있으며 런던, 오클랜드, 로스엔젤레스, 자카르타에 현지 특파원을 갖고 있다. 미주와 유럽, 아시아, 아프리카를 연결하는 통신국을갖고 있으며 주요 국제 통신사와 함께 국내 뉴스를 전하는 역할도 겸한다.
AAP는 4개의 뉴스 통신사인 News Ltd, 페어팩스 미디어, 서부 오스트레일리아 신문사(West Australian Newspapers)와 루랄 언론사(Rural Press Limited)의 공동 소유이다. 페어팩스 사와 News Ltd가 각각 45%를, 서부 오스트레일리아 신문사가 8%, 루랄 언론사가 2%를 차지하고 있다. 이들 회사는 대다수의 오스트레일리아 국내 신문발행부수를 차지한다.
주요 보도는 긴급속보를 다룬다. 또한 정치적 견해나 특별기획, 논평, 각종 사진 및 통계 등에 대해서도 다룬다. 편집장은 토니 길리스이다.

## 같이 보기
- AP (통신사)